# Coralliophaga
Genre
Synonymes
- Lithophagella Gray, 1854

Coralliophaga est un genre de mollusques bivalves de la famille des Trapezidae.

## Liste des sous-genres et espèces
Selon World Register of Marine Species (29 octobre 2019):
- Coralliophaga coralliophaga (Gmelin, 1791)
- Coralliophaga decussata (Reeve, 1843)
- Coralliophaga lithophagella (Lamarck, 1819)

Selon Paleobiology Database (29 octobre 2019):
- Coralliophaga (Coralliophaga)
- Coralliophaga (Oryctomya)
  - Coralliophaga (Oryctomya) claibornensis
- Coralliophaga bryani
- Coralliophaga coralliophaga
- Coralliophaga cyprinoides

Autres noms
- †Coralliophaga elegantula Dall, 1903 (syn. Coralliophaga elegans Dall, 1898) - Oligocène, trouvée à Tampa, en Floride, aux USA
- †Coralliophaga elegans G.P. Deshayes, 1824 - Éocène, trouvée à Auvers sur Oise dans le Bassin parisien